# Easy Virtue
 Easy Virtue és una pel·lícula britànica muda dirigida per Alfred Hitchcock, estrenada el 1928.

## Argument
Larita Filton està acusada d'haver enganyat el seu marit, jutjada per adulteri i obligada de divorciar-se, malgrat negar-ho tot. La premsa del cor es delecta en la seva història i obliga la jove a exiliar-se a la Costa Blava. A la vora del Mediterrani, la vida sembla caure-li a sobre. Aviat, John Whittaker s'enamora per Larita i es casen. De tornada a Anglaterra, a la família de John, la jove comprèn que no s'esborra el seu passat tan fàcilment...

## Repartiment
- Isabel Jeans: Larita Filton
- Franklin Dyall: el seu marit
- Eric Bransby: l'artista
- Ian Hunter: l'advocat
- Robin Irvine: John Whittaker
- Violet Farebrother: Mrs Whittaker

## Al voltant de la pel·lícula
- Hitchcock realitza un cameo passant darrere un partit de tennis.